# 回龙场乡
回龙场乡，是中华人民共和国四川省凉山彝族自治州雷波县曾经下辖的一个乡。2020年6月，撤销回龙场乡，原回龙场乡砖房村、高峰村、小湾村、中河村、大堰村、寨堡村、欧家山村所属行政区域为永盛镇的行政区域，原回龙场乡陆银沟村、顺河村所属行政区域为渡口镇的行政区域。

## 行政区划
回龙场乡撤销前下辖以下地区：
高峰村、中河村、陆银沟村、寨堡村、大堰村、欧家山村、小湾村、砖房村和顺河村。